# Сонора (пустеля)
Соно́ра (англ. Sonoran Desert; ісп. Desierto de Sonora) — велика пустеля площею понад 220 000 км², розташована на південному заході Сполучених Штатів Америки, в штатах Аризона і Каліфорнія, та на північному заході Мексики, в штатах Сонора і Нижня Каліфорнія. Вона є однією з чотирьох великих північноамериканських пустель, разом з пустелею Великого Басейну та пустелями Мохаве та Чіуауа, серед яких пустеля Сонора є найспекотнішою. Згідно з фітогеографічним районуванням пустеля Сонора входить до флористичної провінції Сонора Мадрейського регіону Голарктики. Всесвітній фонд дикої природи виділяє її у окремий неарктичний екорегіон пустель і склерофітних чагарників — Пустеля Сонора (ідентифікатор WWF: NA1310). 
Пустеля Сонора характеризується одним з найвищих рівнів флористичного різноманіття серед усіх пустель світу. Тут зустрічаються різноманітні ендемічні види рослин і тварин, зокрема велетенські кактуси сагуаро (Carnegiea gigantea), які є одним із символів цього регіону. За відмінностями у її рослинному покриві пустелю Сонору розділяють на кілька менших субрегіонів.

## Географія
Пустеля Сонора охоплює північний схід Нижньої Каліфорнії, крайній південний схід Каліфорнії, південний захід Аризони та західну половину штату Сонора. Вона утворює дугу, що із заходу, півночі та сходу оминає північний край Каліфорнійської затоки, також відомої як море Кортеса. Ця затока виникла 5,3 мільйони років тому внаслідок рифтогенезу. Екорегіон пустелі Сонора включає кілька островів, що лежать на захід від узбережжя Сонори, зокрема острів Тібурон, найбільший острів Мексики та Каліфорнійської затоки, а також розташований поряд острів Сан-Естебан.
Ландшафт регіону представлений великими пласкими улоговинами, плато та піщаними дюнами, що лежать на висоті до 200 м над рівнем моря. Подекуди над ними підіймаються невисокі гори заввишки до 1400 м над рівнем моря. На північному заході штату Сонора, біля кордону з США, розташовані гори Сьєрра-Пінакате заввишки 1190 м, які містять лавові поля, шлакові конуси та сплячі вулкани, які востаннє вивергалися близько 11 000 років тому. На більшій частині регіону переважають піщані та лужні ґрунти, однак в районі вулканічного поля Пінакате та у інших гірських районах поширені кам'янисті ґрунти, що складаються з магматичного або метаморфічного матеріалу.
З північного заходу та заходу пустеля Сонора обмежена горами Поперечних та Півострівних хребтів. Через ці брилові гори проходять численні тектонічні розломи, зокрема розлом Сан-Андреас. Внаслідок цього гірські схили часто складаються з осипів та ненадійно складених валунів, оскільки сильні землетруси руйнують скелі швидше, ніж водна або вітрова ерозія. З північного сходу пустеля Сонора обмежена бриловими горами Могойонського уступу, а на сході, у центральній частині штату Сонора, вона переходить у передгір'я Західної Сьєрра-Мадре.
Більшість водних потоків в регіоні — це, як правило, ефемерні струмки. У гірських районах трапляються каньйони та арройо (сухі русла річок, по яких після сильних дощів течуть водні потоки). Загалом поверхневих вод в регіоні бракує, однак на схилах долин зустрічаються скупчення пологих алювіальних конусів, відомі як бахади, які утворилися внаслідок накопичення алювіальних відкладів.
Найбільшою річкою, що протікає через територію екорегіону, є Колорадо. Ця велика річка бере початок у Скелястих горах, тече на південний схід, перетинаючи Колорадське плато, після чого прорізає Великий каньйон, тече пустелями Мохаве і Сонора на південь та впадає у Каліфорнійську затоку, утворюючи велику дельту. Будівництво каскаду гребель та водосховищ вверх за течією, а також відведення річкової води для зрошування сільськогосподарських угідь та водопостачання поселень мало катастрофічний вплив на екологію річкової дельти, яка практично повністю пересохла. Серед інших річок, що перетинають пустелю Сонора, слід відзначити Гілу, Солт та Верде.
Також в екорегіоні є кілька безстічних озер, найбільшим з яких є Солтон-Сі. Це солоне озеро утворилося у 1905 році, коли весняна повінь спричинила прорив води з річки Колорадо через зрошувальний канал долини Імперіал до сухої западини Солтон. У минулому розливи річки Колорадо неодноразово призводили до утворення природного озера Кауїлья, яке після утворення поступово висихало протягом багатьох років та востаннє зникло невдовзі після 1580 року. Випадкове утворення Солтон-Сі у деяких аспектах нагадує природне затоплення, яке в минулому призводило до утворення Кауїльї. Наявність в регіоні водойми дещо пом'якшує клімат навколишніх районів. Тут живе велика популяція птахів, хоча вода озера надзвичайно забруднена через стікання добрив та евтрофікацію. Раніше Солтон-Сі підтримувало різноманітну фауну, але внаслідок сільськогосподарського забруднення у поєднанні з поступовим збільшенням солоності більшість фауни озера вимерла до 1970-х років.
В горах на заході пустеля Сонора переходить у чапараль та рідколісся гір Каліфорнії та у сосново-дубові ліси Сьєрра-де-Хуареса і Сьєрра-де-Сан-Педро-Мартира, які відділяють її від екорегіону чапаралю прибережних районів Каліфорнії та від Нижньокаліфорнійської пустелі. На західному узбережжі Каліфорнійського півострова пустеля Сонора переходить у склерофітні чагарники Каліфорнійської затоки. На півночі пустеля Сонора переходить у більш посушливу пустелю Мохаве, а в горах на північному сході — у гірські ліси Аризони, за якими лежить екорегіон чагарників Колорадського плато. На сході пустеля Сонора переходить у пустелю Чіуауа та у сосново-дубові ліси Західної Сьєрра-Мадре, а в передгір'ях на південному сході — у перехідні субтропічні сухі ліси Сонори та Сіналоа.

### Субрегіони
У публікації 1957 року «Рослинність пустелі Сонора» видатний американський ботанік Форрест Шрів розділив пустелю Сонора на сім регіонів, спираючись на відмінності у рослинному покриві. Ці регіони включають нижню долину Колорадо, Аризонську височину, рівнини Сонори, передгір'я Сонори, центральне узбережжя Каліфорнійської затоки, регіон Віскаїно та регіон Магдалена. Пізніше регіони Віскаїно та Магдалена, що лежать на західній стороні Каліфорнійського півострова, були виокремлені у окремий екорегіон Нижньокаліфорнійської пустелі, а передгір'я Сонори — у екорегіон перехідних субтропічних сухих лісів Сонори та Сіналоа. Центральне узбережжя Каліфорнійської затоки було розділене на дві частини; ту частину, що лежить на західному узбережжі затоки, на Каліфорнійському півострові, було виокремлено в екорегіон склерофітних чагарників Каліфорнійської затоки.
Інша класифікація ділить пустелю Сонору на шість менших субрегіонів: пустелю Колорадо, Гран-Десьєрто-де-Алтар або пустелю Алтар, пустелю Лечугілья, пустелю Тонопа, пустелю Юха та пустелю Юма.
Пустеля Колорадо охоплює близько 28 000 км² на південному сході Південної Каліфорнії, в окрузі Імперіал та в прилеглих частинах округів Сан-Дієго і Ріверсайд, а також у північній частині муніципалітету Мехікалі в Нижній Каліфорнії. Більша частина пустелі Колорадо лежить на висоті нижче 300 м над рівнем моря, а більшість гір субрегіону не перевищують 900 м над рівнем моря. Найнижчою частиною субрегіону є озеро Солтон-Сі, яке лежить на висоті 84 м нижче рівня моря. Долини Коачелла, Імперіал та Мехікалі, що зрошуються водою Колорадо, є важливими центрами сільськогосподарського виробництва.
Пустеля Гран-Десьєрто-де-Алтар, розташована на крайньому північному заході мексиканського штату Сонора, на схід від дельти Колорадо, охоплює єдиний у Північній Америці ерг (масив піщаних дюн, що постійно змінюються вітром та, як правило, позбавлені рослинності), що оточує вулканічне поле Пінакате. Цей субрегіон є частиною великого біосферного заповідника Ель-Пінакате і Гран-Десьєрто-де-Алтар площею 2695 км², створеного у 1993 році.
Невелика пустеля Лечугілья розташована в окрузі Юма на південному заході Аризони, на північ від пустелі Алтар, між горами Гіла та Кабеса-Прієта. Вона отримала свою назву на честь поширеної тут агави лечугілья (Agave lechuguilla) — рослини, яка переважно зростає східніше, у пустелі Чіуауа.
Пустеля Тонопа, розташована у місці злиття річок Гіла та Хассаямпа на південному заході Аризони, простягається із заходу на схід лише на 50 км. Тривають заходи зі збереження цієї невеликої пустельної рівнини, які мають на меті захистити та відновити водоносний горизонт Тонопа, розташований під пустелею.
Піщана пустеля Юха простягається вздовж кордону Каліфорнії та Нижньої Каліфорнії. Ця місцевість колись була дном стародавнього озера Кауїлья. Пустеля Юха є критично важливою територією з культурної, археологічної та екологічної точки зору.
Пустеля Юма розташована на крайньому південному заході Аризони, між річками Колорадо та Гіла, на північ від пустелі Алтар. Це здебільшого безплідна пустеля, над якою вітер підіймає піщані хмари, однак у долинах річок розташовані зрошувані сільськогосподарські угіддя.

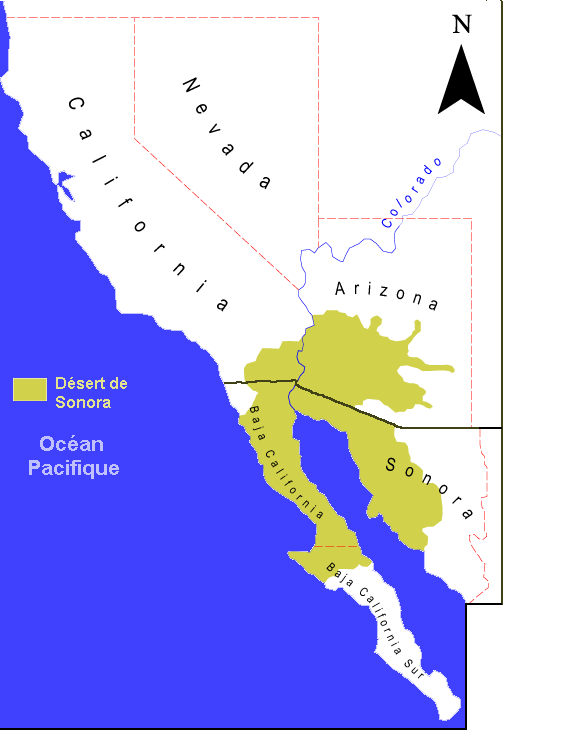
Мапа пустелі Сонора (включно з Нижньокаліфорнійською пустелею та склерофітними чагарниками Каліфорнійської затоки)

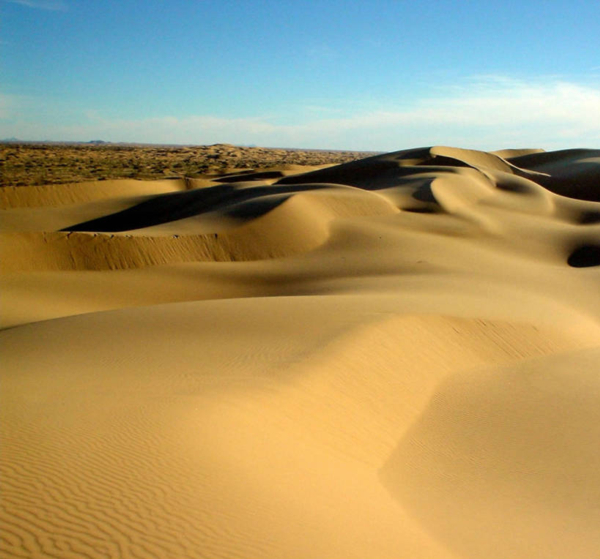
Піщані дюни пустелі Алтар

## Клімат
На більшій частині пустелі Сонора переважає спекотний та посушливий пустельний клімат (BWh за класифікацією кліматів Кеппена), а у деяких гірських районах та на східній і північно-східній окраїнах екорегіону, біля підніжжя Могойонського уступу та Західної Сьєрра-Мадре — спекотний напівпустельний клімат (BSh за класифікацією Кеппена).
Середні та мінімальні температури у пустелі Сонора значно вищі, ніж у пустелях Великого Басейну та Мохаве, розташованих північніше, однак річні коливання температури тут не такі різкі, а максимальні температури не настільки високі, як у деяких районах Мохаве. На значній частині пустелі Сонора заморозки відсутні протягом всього року, а на решті регіону безморозний період триває не менше 200 днів. Опадів в регіоні випадає мало, від 50-75 мм на найнижчих висотах до 100-200 мм на височинах Аризони. На найвищих гірських вершинах опадів може випадати до 650 мм, але такі області займають лише крихітну частину пустелі Сонора. Влітку опадів випадає найбільше на заході регіону, завдяки тихоокеанським штормам, а наприкінці літа — на сході пустелі Сонора, завдяки північноамериканським мусонам.
| Клімат Сандеда, південь штату Аризона (1991–2020, екстремуми 1911–2021). Висота 288 м над рівнем моря. | Клімат Сандеда, південь штату Аризона (1991–2020, екстремуми 1911–2021). Висота 288 м над рівнем моря. | Клімат Сандеда, південь штату Аризона (1991–2020, екстремуми 1911–2021). Висота 288 м над рівнем моря. | Клімат Сандеда, південь штату Аризона (1991–2020, екстремуми 1911–2021). Висота 288 м над рівнем моря. | Клімат Сандеда, південь штату Аризона (1991–2020, екстремуми 1911–2021). Висота 288 м над рівнем моря. | Клімат Сандеда, південь штату Аризона (1991–2020, екстремуми 1911–2021). Висота 288 м над рівнем моря. | Клімат Сандеда, південь штату Аризона (1991–2020, екстремуми 1911–2021). Висота 288 м над рівнем моря. | Клімат Сандеда, південь штату Аризона (1991–2020, екстремуми 1911–2021). Висота 288 м над рівнем моря. | Клімат Сандеда, південь штату Аризона (1991–2020, екстремуми 1911–2021). Висота 288 м над рівнем моря. | Клімат Сандеда, південь штату Аризона (1991–2020, екстремуми 1911–2021). Висота 288 м над рівнем моря. | Клімат Сандеда, південь штату Аризона (1991–2020, екстремуми 1911–2021). Висота 288 м над рівнем моря. | Клімат Сандеда, південь штату Аризона (1991–2020, екстремуми 1911–2021). Висота 288 м над рівнем моря. | Клімат Сандеда, південь штату Аризона (1991–2020, екстремуми 1911–2021). Висота 288 м над рівнем моря. | Клімат Сандеда, південь штату Аризона (1991–2020, екстремуми 1911–2021). Висота 288 м над рівнем моря. |
| Показник                                                                                               | Січ.                                                                                                   | Лют.                                                                                                   | Бер.                                                                                                   | Квіт.                                                                                                  | Трав.                                                                                                  | Черв.                                                                                                  | Лип.                                                                                                   | Серп.                                                                                                  | Вер.                                                                                                   | Жовт.                                                                                                  | Лист.                                                                                                  | Груд.                                                                                                  | Рік |
| Абсолютний максимум, °C                                                                                | 27,8                                                                                                   | 32,6                                                                                                   | 37,1                                                                                                   | 39,8                                                                                                   | 44,2                                                                                                   | 47,6                                                                                                   | 49,2                                                                                                   | 46,8                                                                                                   | 45,6                                                                                                   | 40,8                                                                                                   | 35,9                                                                                                   | 28,7                                                                                                   | 49,2                                                                                                   |
| Середній максимум, °C                                                                                  | 20,0                                                                                                   | 21,9                                                                                                   | 25,8                                                                                                   | 29,8                                                                                                   | 34,4                                                                                                   | 39,6                                                                                                   | 41,4                                                                                                   | 40,8                                                                                                   | 38,0                                                                                                   | 32,1                                                                                                   | 25,0                                                                                                   | 19,2                                                                                                   | 30,7                                                                                                   |
| Середній мінімум, °C                                                                                   | 3,9 | 5,6 | 8,5 | 11,4                                                                                                   | 15,8                                                                                                   | 20,7                                                                                                   | 25,4                                                                                                   | 25,6                                                                                                   | 21,4                                                                                                   | 14,1                                                                                                   | 7,4 | 3,2 | 13,6                                                                                                   |
| Абсолютний мінімум, °C                                                                                 | −7,7                                                                                                   | −4,3                                                                                                   | −1,7                                                                                                   | 3,4 | 6,8 | 11,6                                                                                                   | 16,9                                                                                                   | 18,1                                                                                                   | 10,7                                                                                                   | 2,5 | −3,4                                                                                                   | −6,7                                                                                                   | −7,7                                                                                                   |
| Норма опадів, мм                                                                                       | 18.8                                                                                                   | 18.0                                                                                                   | 14.0                                                                                                   | 3.3 | 2.0 | 0.8 | 17.3                                                                                                   | 19.8                                                                                                   | 13.2                                                                                                   | 9.9 | 10.9                                                                                                   | 15.7                                                                                                   | 143.3                                                                                                  |
| Вологість повітря, %                                                                                   | 40.6                                                                                                   | 37.7                                                                                                   | 31.9                                                                                                   | 23.1                                                                                                   | 20.4                                                                                                   | 17.5                                                                                                   | 27.4                                                                                                   | 32.0                                                                                                   | 30.6                                                                                                   | 28.1                                                                                                   | 32.1                                                                                                   | 40.5                                                                                                   | 30.1                                                                                                   |
| --- | --- | --- | --- | --- | --- | --- | --- | --- | --- | --- | --- | --- | --- |
| Джерело: PRISM                                                                                         | | | | | | | | | | | | | |

| Клімат Колонії-Родригес, схід штату Нижня Каліфорнія. Висота 17 м над рівнем моря. | Клімат Колонії-Родригес, схід штату Нижня Каліфорнія. Висота 17 м над рівнем моря. | Клімат Колонії-Родригес, схід штату Нижня Каліфорнія. Висота 17 м над рівнем моря. | Клімат Колонії-Родригес, схід штату Нижня Каліфорнія. Висота 17 м над рівнем моря. | Клімат Колонії-Родригес, схід штату Нижня Каліфорнія. Висота 17 м над рівнем моря. | Клімат Колонії-Родригес, схід штату Нижня Каліфорнія. Висота 17 м над рівнем моря. | Клімат Колонії-Родригес, схід штату Нижня Каліфорнія. Висота 17 м над рівнем моря. | Клімат Колонії-Родригес, схід штату Нижня Каліфорнія. Висота 17 м над рівнем моря. | Клімат Колонії-Родригес, схід штату Нижня Каліфорнія. Висота 17 м над рівнем моря. | Клімат Колонії-Родригес, схід штату Нижня Каліфорнія. Висота 17 м над рівнем моря. | Клімат Колонії-Родригес, схід штату Нижня Каліфорнія. Висота 17 м над рівнем моря. | Клімат Колонії-Родригес, схід штату Нижня Каліфорнія. Висота 17 м над рівнем моря. | Клімат Колонії-Родригес, схід штату Нижня Каліфорнія. Висота 17 м над рівнем моря. | Клімат Колонії-Родригес, схід штату Нижня Каліфорнія. Висота 17 м над рівнем моря. |
| Показник                                                                           | Січ.                                                                               | Лют.                                                                               | Бер.                                                                               | Квіт.                                                                              | Трав.                                                                              | Черв.                                                                              | Лип.                                                                               | Серп.                                                                              | Вер.                                                                               | Жовт.                                                                              | Лист.                                                                              | Груд.                                                                              | Рік                                                                                |
| Абсолютний максимум, °C                                                            | 30                                                                                 | 36                                                                                 | 42,2                                                                               | 44                                                                                 | 48                                                                                 | 49                                                                                 | 52,8                                                                               | 48                                                                                 | 48                                                                                 | 45                                                                                 | 36                                                                                 | 30                                                                                 | 52,8                                                                               |
| Середній максимум, °C                                                              | 21,3                                                                               | 22,8                                                                               | 27,3                                                                               | 30,7                                                                               | 35,9                                                                               | 39,3                                                                               | 41,6                                                                               | 40,8                                                                               | 38,6                                                                               | 31,5                                                                               | 24,9                                                                               | 19,8                                                                               | 31,2                                                                               |
| Середня температура, °C                                                            | 12,9                                                                               | 14,3                                                                               | 17,8                                                                               | 20,2                                                                               | 24,8                                                                               | 28                                                                                 | 31,9                                                                               | 32,2                                                                               | 29,6                                                                               | 22                                                                                 | 16,3                                                                               | 11,9                                                                               | 21,8                                                                               |
| Середній мінімум, °C                                                               | 4,6                                                                                | 5,8                                                                                | 8,3                                                                                | 9,7                                                                                | 13,8                                                                               | 16,8                                                                               | 22,1                                                                               | 23,6                                                                               | 20,6                                                                               | 12,6                                                                               | 7,7                                                                                | 4                                                                                  | 12,5                                                                               |
| Абсолютний мінімум, °C                                                             | −2,2                                                                               | 0                                                                                  | 0                                                                                  | 1                                                                                  | 4                                                                                  | 8                                                                                  | 10                                                                                 | 15                                                                                 | 10                                                                                 | 0                                                                                  | 0                                                                                  | −3                                                                                 | −3                                                                                 |
| Норма опадів, мм                                                                   | 5                                                                                  | 6                                                                                  | 5                                                                                  | 2                                                                                  | 0                                                                                  | 0                                                                                  | 1                                                                                  | 8                                                                                  | 6                                                                                  | 2                                                                                  | 2                                                                                  | 4                                                                                  | 41                                                                                 |
| Днів з дощем                                                                       | 1                                                                                  | 1,5                                                                                | 0,9                                                                                | 0,5                                                                                | 0                                                                                  | 0,1                                                                                | 0,4                                                                                | 1,1                                                                                | 0,8                                                                                | 0,6                                                                                | 0,7                                                                                | 0,9                                                                                | 8,5                                                                                |
| ---------------------------------------------------------------------------------- | ---------------------------------------------------------------------------------- | ---------------------------------------------------------------------------------- | ---------------------------------------------------------------------------------- | ---------------------------------------------------------------------------------- | ---------------------------------------------------------------------------------- | ---------------------------------------------------------------------------------- | ---------------------------------------------------------------------------------- | ---------------------------------------------------------------------------------- | ---------------------------------------------------------------------------------- | ---------------------------------------------------------------------------------- | ---------------------------------------------------------------------------------- | ---------------------------------------------------------------------------------- | ---------------------------------------------------------------------------------- |
| Джерело: Weatherbase                                                               |                                                                                    |                                                                                    |                                                                                    |                                                                                    |                                                                                    |                                                                                    |                                                                                    |                                                                                    |                                                                                    |                                                                                    |                                                                                    |                                                                                    |                                                                                    |

## Флора

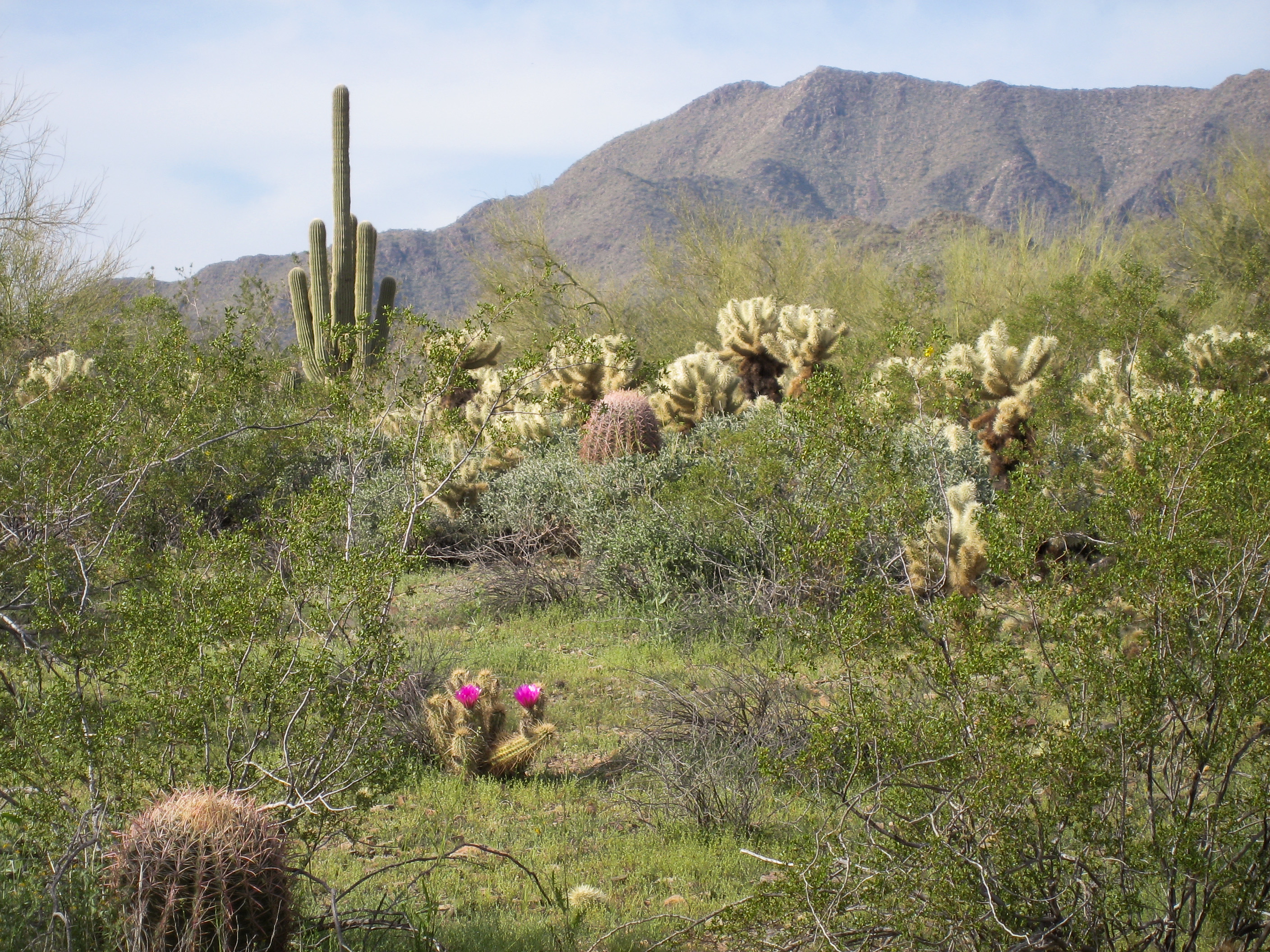
Рослинність Сонори

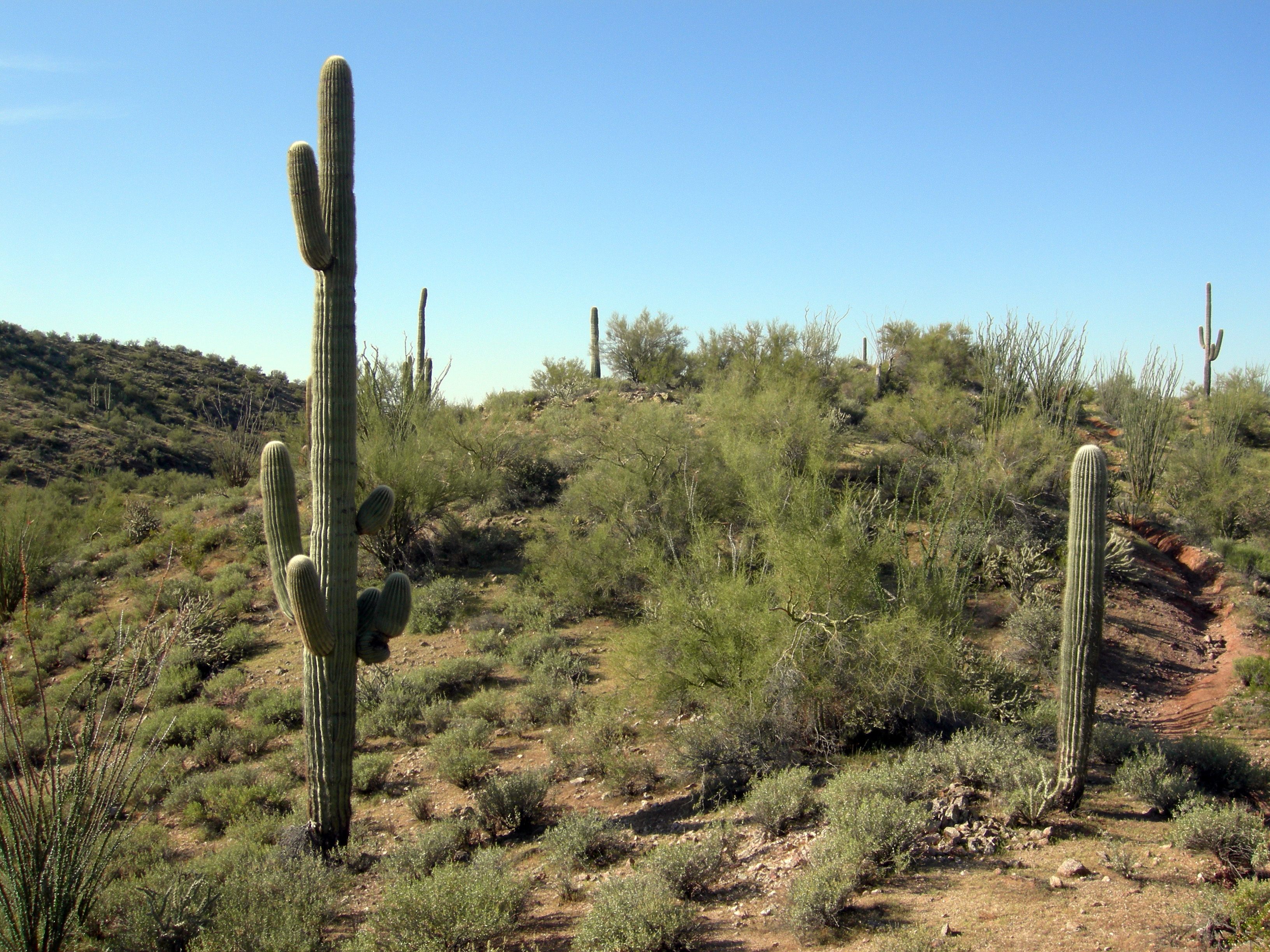
Кактус сагуаро (Carnegiea gigantea) у пустелі Сонора

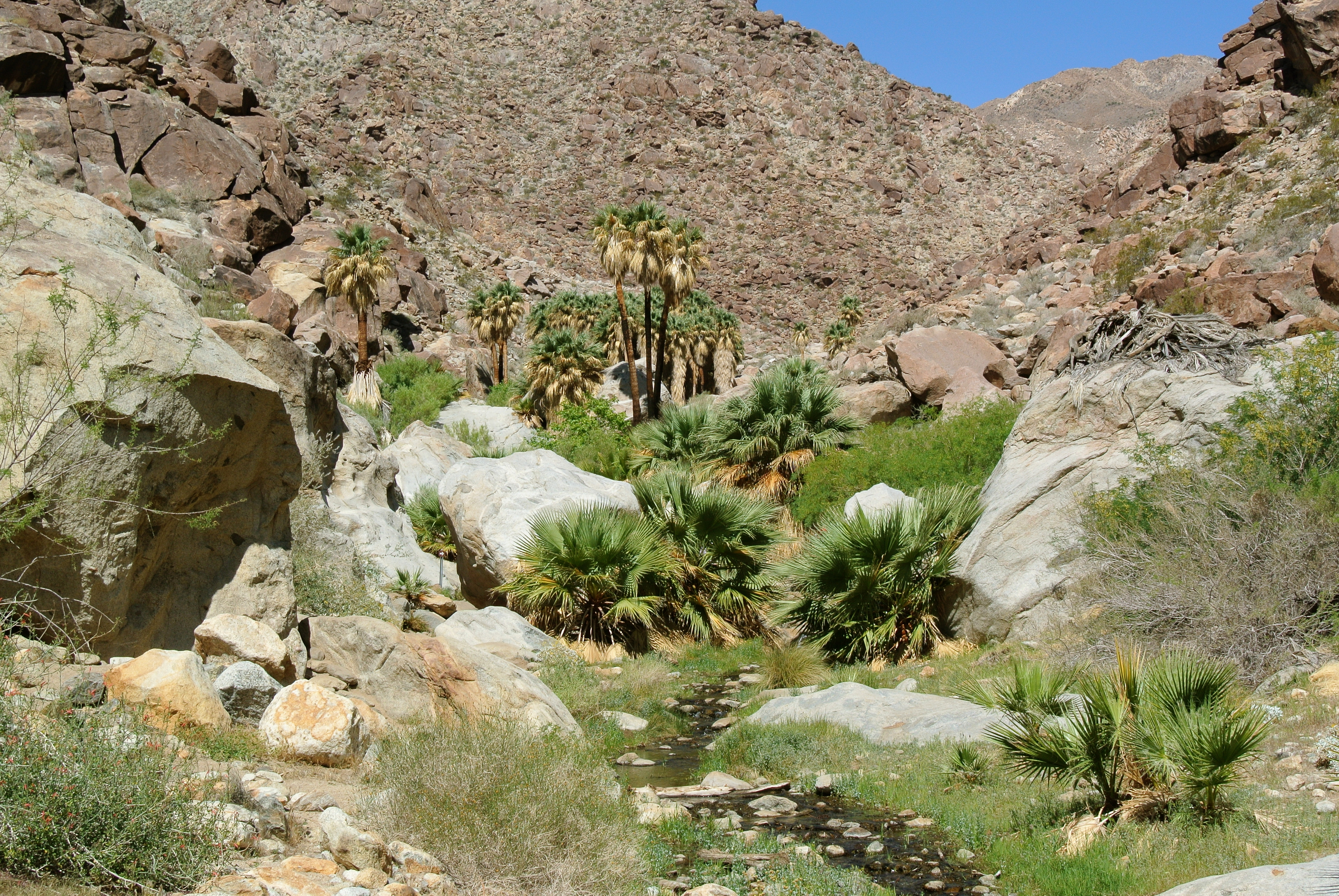
Оаза в пустелі Сонора (парк Анза-Боррего, Каліфорнія)

Рослинний покрив пустелі Сонора варіюється від абсолютно безплідних піщаних дюн до густих заростей склерофітних чагарників, кактусів та інших сукулентів. Видовий склад та структура рослинних угруповань регіону залежать від висоти над рівнем моря, кількості опадів та ґрунтів.
На дні пустельних долин домінують креозотові кущі (Larrea tridentata) та білі амброзії (Ambrosia dumosa). Серед інших чагарників, поширених у цій зоні, слід відзначити багатоплоду лутигу (Atriplex polycarpa), індиговий кущ Фремонта (Psorothamnus fremontii) та довголисту ефедру (Ephedra trifurca). Під час сезону дощів пустельні долини вкриваються килимом квітучих ефемерних однорічників, таких як пустельна піщана вербена (Abronia villosa), пустельна герея (Geraea canescens), аризонський люпин (Lupinus arizonicus), пустельні нагідки (Baileya multiradiata) та різні види енотери (Oenothera spp.).
На схилах долин, на бахадах та на вершинах пагорбів зростають різноманітні здерев'янілі чагарники та невисокі дерева, зокрема оксамитові мескіти (Prosopis velutina), блакитні пало-верде (Parkinsonia florida), пало-фієрро (Olneya tesota) або пустельні залізні дерева, пустельні верби (Chilopsis linearis subsp. arcuata) та канотії (Canotia holacantha). Серед кущів, що ростуть на великих висотах, слід відзначити білоколючкову акацію (Vachellia constricta), гостролисту калліандру (Calliandra eriophylla) та жожобу (Simmondsia chinensis). В оазах пустелі Колорадо зустрічаються пустельні віялові пальми (Washingtonia filifera), єдині місцеві види пальм в Каліфорнії. На північному заході Нижньої Каліфорнії зустрічаються дрібнолисті бурзери (Bursera microphylla) або слонові дерева та велетенські мексиканські кардони (Pachycereus pringlei) або слонові кактуси. Останні є найбільшими кактусами у світі, що виростають до 19 м заввишки. Ще однією дивовижною рослиною, що зустрічається у пустелі Сонора, є блискуча фук'єрія (Fouquieria splendens) або окотійо. Цей колючий сукулентний чагарник може повністю скидати листя під час найхолодніших місяців взимку, але при цьому має п'ять-шість періодів розпускання листя протягом року. Яскраво-червоні конічні квіти окотійо часто з'являються після першого весняного прохолодного дощу. Вони розквітають лише за 48 годин, приваблюючи колібрі та інших тварин, що живляться нектаром.
Пустеля Сонора — це єдине місце в світі, де в дикій природі росте знаменитий кактус сагуаро (Carnegiea gigantea). Цей велетенський колоноподібний кактус, що виростає від 3 до 16 м заввишки, має дуже велику тривалість життя — від 150 до 200 років. Його коренева система може простягатися до 30 м у різні сторони, а у віці 75-100 років він починає формувати кілька бічних гілок. Навесні на них розпускаються білі воскові квіти, які розкриваються вночі і закриваються в середині дня. Сагуаро є ключовим видом в екосистемі екорегіону, який забезпечує їжею та прихистком безліч пустельних тварин. Нектаром цих кактусів живляться різноманітні бджоли, птахи та кажани, а дятли видовбують в стовбурах сагуаро дупла, якими потім користуються інші птахи.
Також в пустелі Сонора зростає багато інших кактусів, яких тут зустрічається більше, ніж в пустелі Мохаве на півночі. Зокрема, тут ростуть різні види опунцій (Opuntia spp.) та циліндроопунцій або чолл (Cylindropuntia spp.), зокрема бобровохвості опунції (Opuntia basilaris), млинцеві опунції (Opuntia chlorotica) та стрибаючі чолли (Cylindropuntia fulgida). Серед інших кактусів, поширених у Сонорі, слід відзначити солодку пітаю (Stenocereus thurberi) або органний кактус, аризонський ферокактус (Ferocactus wislizeni), аризонську королеву ночі (Peniocereus greggii) та різні види ехіноцереусів (Echinocereus spp.). З кінця березня до початку червня, залежно від виду та сезонних температур, на цих кактусах розпускаються ефектні червоні, рожеві, жовті та білі квіти, які приваблюють багатьох запилювачів.
На відміну від пустель, розташованих північніше, у пустелі Сонора відсутні ліси чи рідколісся, навіть на великих висотах. Однак історично у цьому регіоні зустрічалися прибережні ліси, що росли уздовж річок та навколо джерел. На берегах річки Колорадо раніше були поширені ліси, у яких переважали тополі Фремонта (Populus fremontii) та верби (Salix spp.), а в гирлі цієї річки були поширені великі прісноводні, солонуватоводні та припливні болота, які займали площу близько 7810 км². Ці болота були надзвичайно багаті на різні види рослин і тварин, однак вони були майже повністю знищені; наразі від площі боліт залишилося лише 5 %, однак на цій невеликій території переважають інвазивні види, зокрема галузисті тамарикси (Tamarix ramosissima), а також деякі місцеві види, які раніше зустрічалися в інших областях, зокрема качанільї (Pluchea sericea) та йодові кущі (Allenrolfea occidentalis). Багатьом видам рослин, що зростають в оазах, загрожує зниження рівня ґрунтових вод внаслідок виснаження водоносного горизонту. 
Однак багато інших рослин не лише виживають, але й процвітають у суворих умовах пустелі Сонора. Двосезонний характер опадів у пустелі Сонора призводить до надзвичайно високого флористичного різноманіття, яке є одним з найвищих серед усіх пустельних екорегіонів світу. Тут зустрічається близько 560 видів рослин, зокрема різноманітні агави (Agave spp.), пальми (Arecaceae), кактуси (Cactaceae), бобові (Fabaceae) та інші рослини. Багато з них розвинули спеціальні адаптації до пустельного клімату, і деякі з цих адаптацій дозволили використання цих рослин людьми як харчові культури. У Саду Місії, живому сільськогосподарському музеї, розташованому неподалік Тусона, демонструються рослини, які вирощувалися у пустелі Сонора протягом більш ніж чотирьох тисяч років.

## Фауна

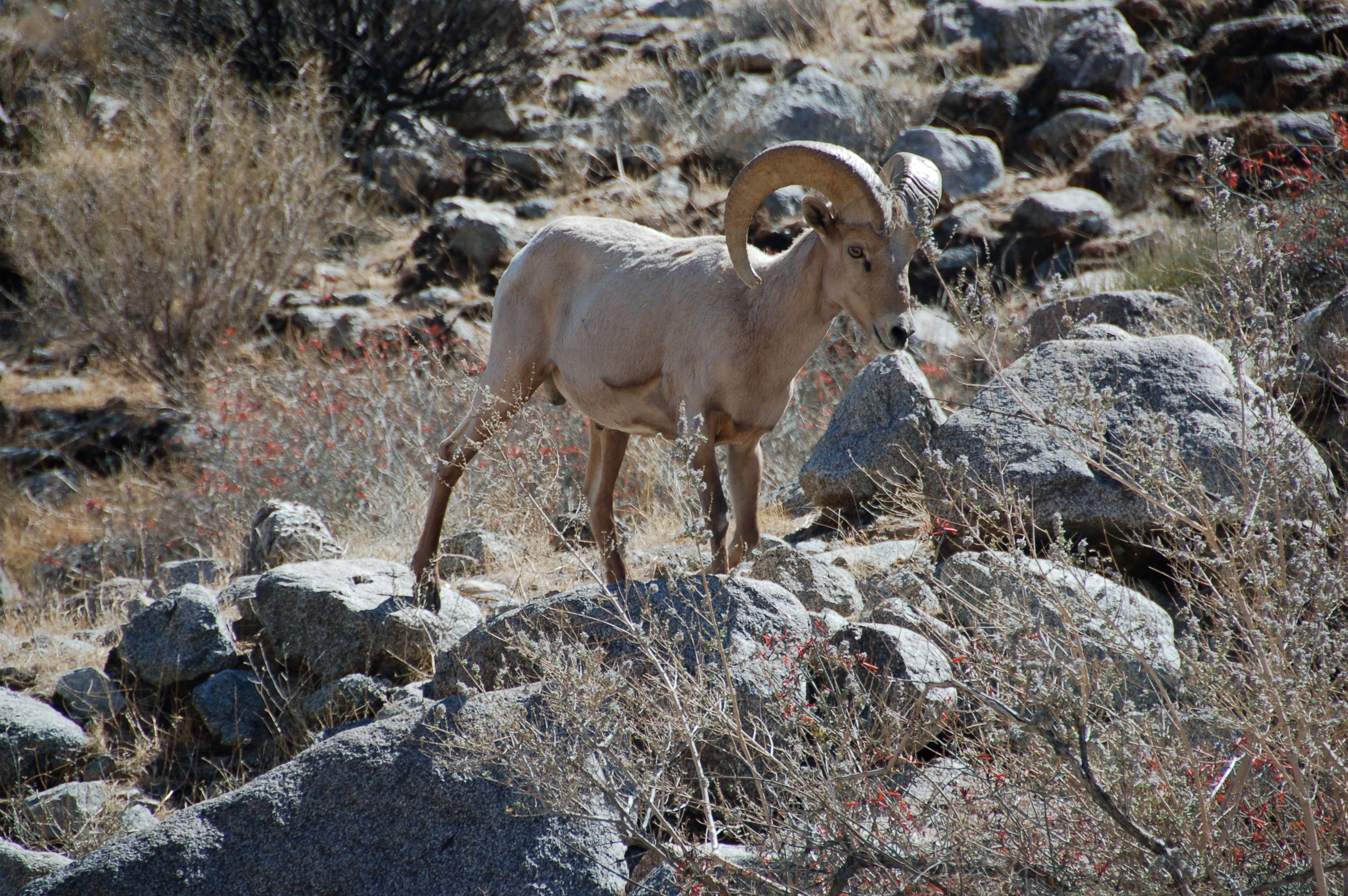
Пустельний товсторіг (Ovis canadensis nelsoni)

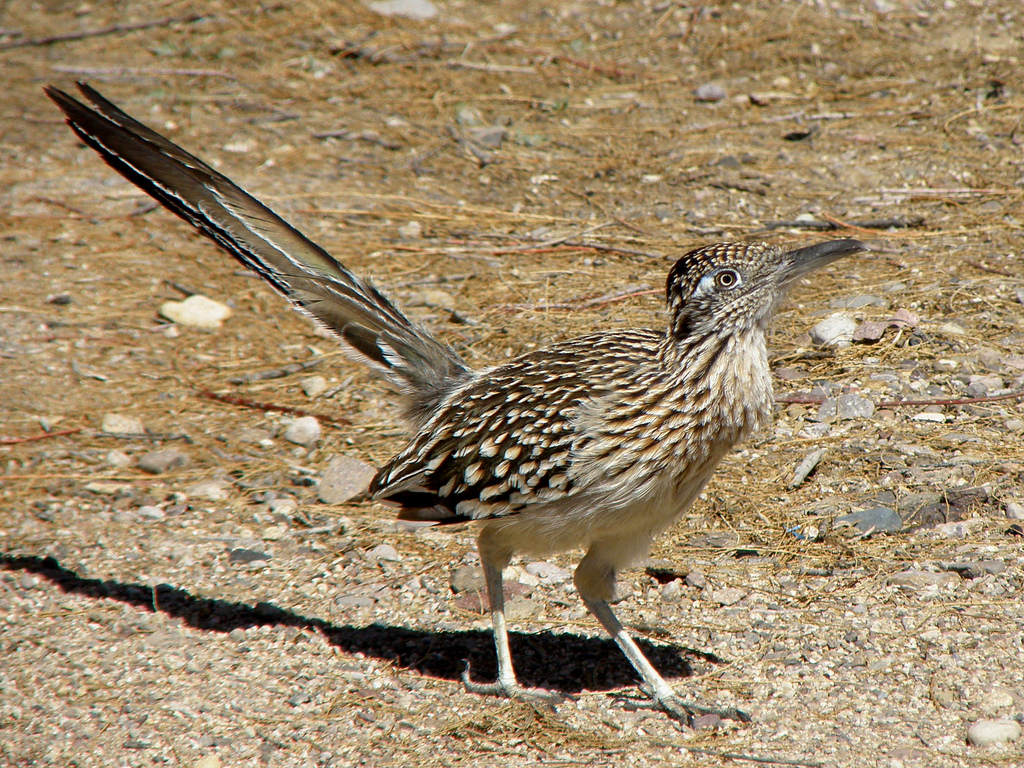
Каліфорнійська таязура-подорожник (Geococcyx californianus)

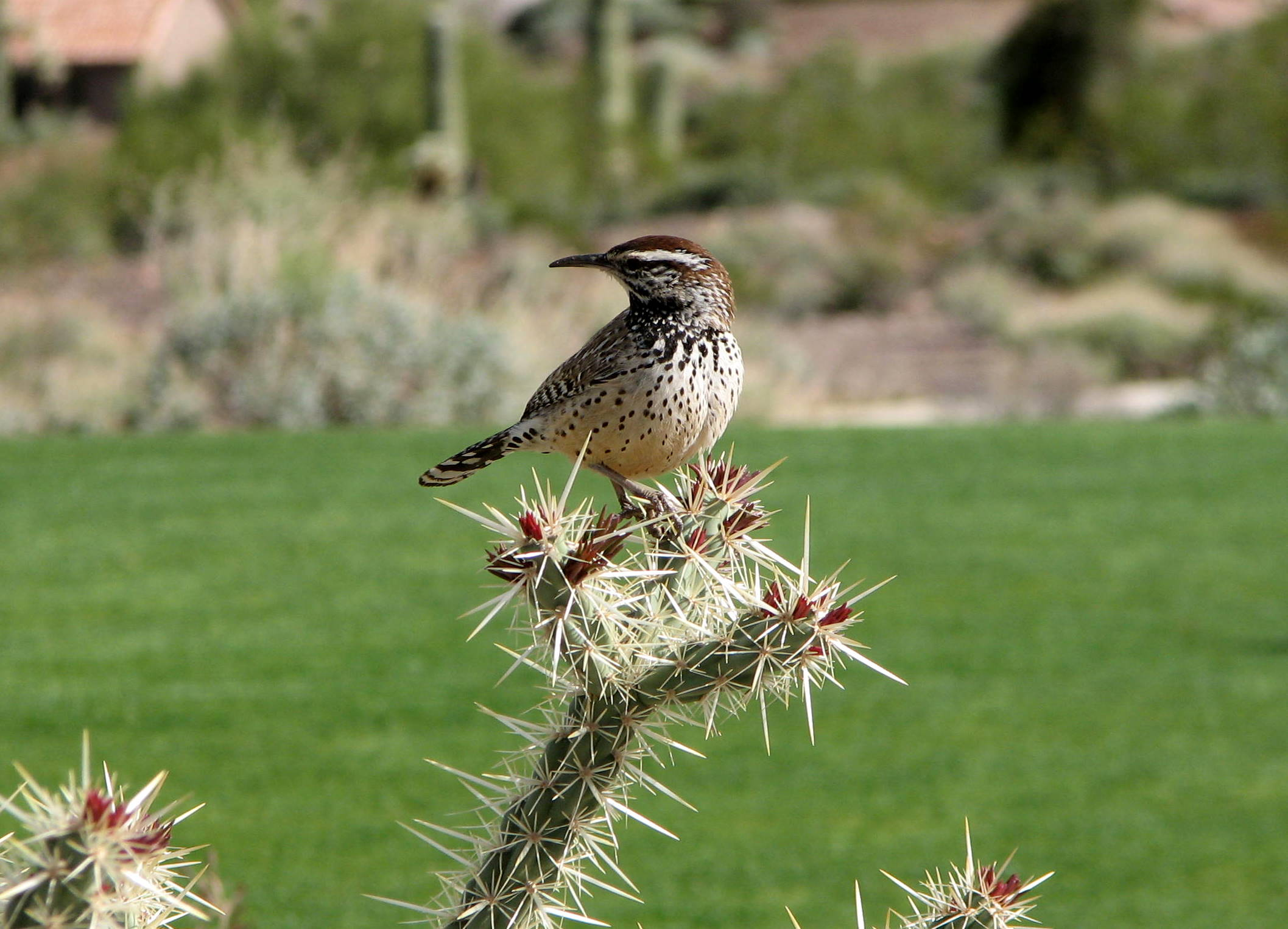
Кактусовий різжак (Campylorhynchus brunneicapillus)

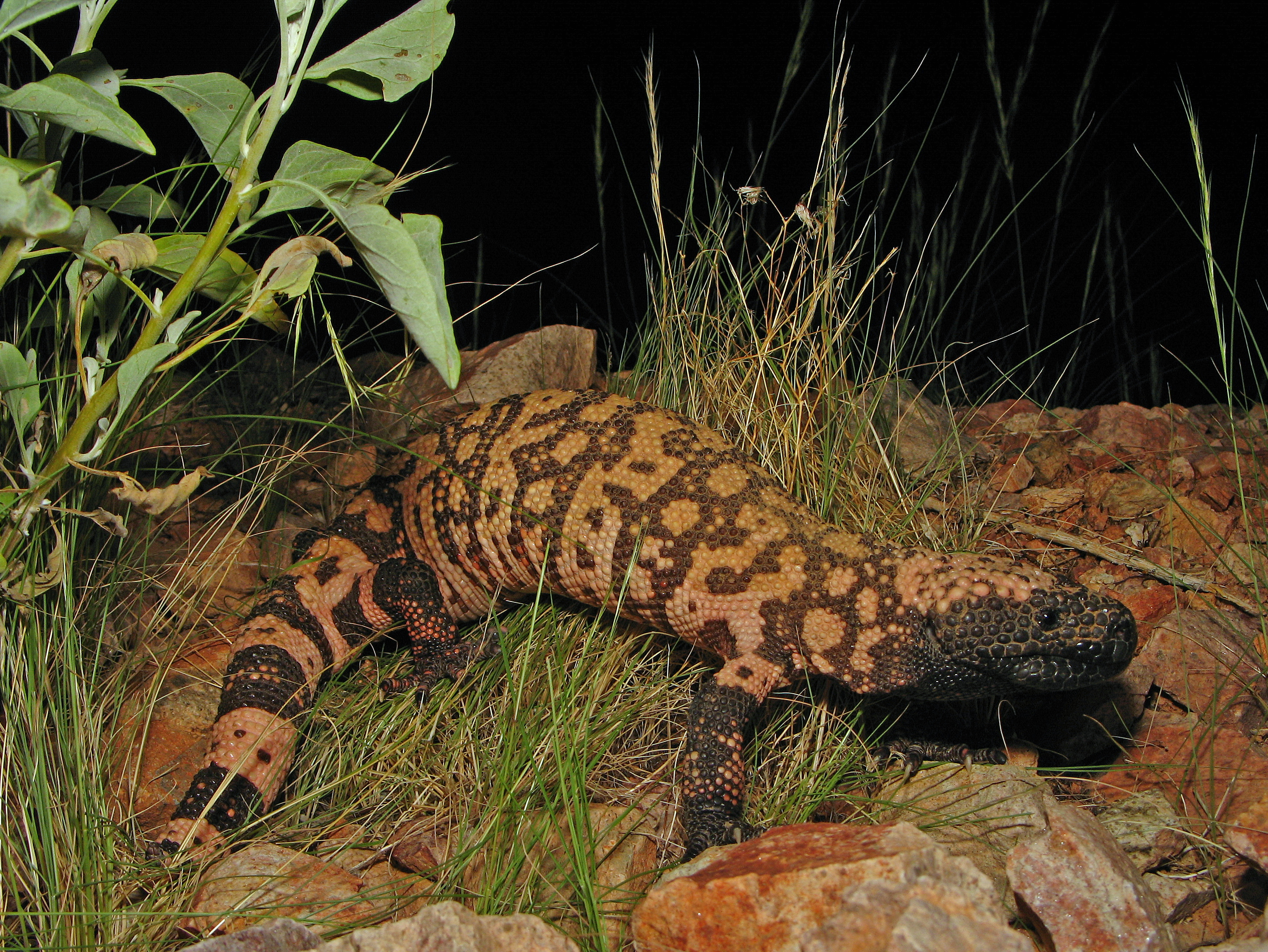
Аризонський отрутозуб (Heloderma suspectum)

Серед великих травоїдних тварин, поширених у пустелі Сонора, слід відзначити пустельного чорнохвостого оленя (Odocoileus hemionus eremicus), аризонського білохвостого оленя (Odocoileus virginianus couesi) та рідкісного сонорського вилорога (Antilocapra americana sonoriensis). На сході регіону, в Аризоні та Сонорі, зустрічаються ошийникові пекарі (Dicotyles tajacu), а у скелястих районах — пустельні товстороги (Ovis canadensis nelsoni). Ці тварини є здобиччю для північноамериканських пум (Puma concolor couguar) та дуже рідкісних аризонських ягуарів (Panthera onca arizonensis). Єдина популяція ягуарів на території США зустрічається в Аризоні на південний схід від Тусона, поблизу кордону з Мексикою.
Серед чагарників і кактусів Сонори живуть численні дрібні ссавці, зокрема великовухі зайці (Lepus californicus), майже ендемічні антилопові зайці (Lepus alleni), пустельні кролики (Sylvilagus audubonii), канадські голкошерсти (Erethizon dorsatum), круглохвості ховрашки (Xerospermophilus tereticaudus), піщані ховрахи Гарріса (Ammospermophilus harrisii), білогорлі лісові хом'яки (Neotoma albigula), аризонські бавовняні хом'яки (Sigmodon arizonae), чагарникові миші (Peromyscus boylii), кактусові миші (Peromyscus eremicus), майже ендемічні мескітові миші (Peromyscus merriami), аризонські торбомиші (Perognathus amplus), майже ендемічні торбомиші Бейлі (Chaetodipus baileyi), південні коникоїдки (Onychomys torridus), західні врожайниці (Reithrodontomys megalotis), прапорохвості кенгурові стрибуни (Dipodomys spectabilis), кенгурові стрибуни Мерріама (Dipodomys merriami), гоферчики Ботти (Thomomys bottae), пустельні сірі бурозубки (Notiosorex crawfordi), віргінські опосуми (Didelphis virginiana), каньйонові нетопирі (Parastrellus hesperus), каліфорнійські листоноси (Macrotus californicus), мексиканські довгоноси (Choeronycteris mexicana) та малі довгоноси (Leptonycteris yerbabuenae). 
Скельні ховрахи (Otospermophilus variegatus) та аризонські лісові хом'яки (Neotoma devia) зустрічаються серед скель, пустельні кенгурові стрибуни (Dipodomys deserti) — серед піщаних дюн, а пустельні торбомиші (Chaetodipus penicillatus) та скельні торбомиші (Chaetodipus intermedius) — серед креозотових кущів. На берегах Колорадо зустрічаються канадські бобри (Castor canadensis) та болотяні ондатри (Ondatra zibethicus), а на острові Сан-Естебан у Каліфорнійській затоці — ендемічні сан-естебанські миші (Peromyscus stephani).
Численні гризуни, поширені в пустелі Сонора, є здобиччю для хижаків — койотів (Canis latrans), довговухих лисиць (Vulpes macrotis), сірих лисиць (Urocyon cinereoargenteus) та рудих рисей (Lynx rufus). Також в регіоні зустрічаються північноамериканські котофредки (Bassariscus astutus), американські борсуки (Taxidea taxus), західні плямисті скунси (Spilogale gracilis), смугасті скунси (Mephitis mephitis) та звичайні ракуни (Procyon lotor). Раніше в пустелі Сонора зустрічалися мексиканські вовки (Canis lupus baileyi), однак наразі вони тут вимерли. У прибережних районах на крайній півночі Каліфорнійської затоки зустрічаються дуже рідкісні каліфорнійські фоцени або вакіти (Phocoena sinus), найменші китоподібні світу, що перебувають на межі зникнення. За останні десятиліття популяція цих дельфінів катастрофічно скоротилася від приблизно 550 особин у 1997 році до менш ніж 20 особин у 2018 році.
Орнітофауна екорегіону вирізняється високим різноманіттям: тут протягом року можна побачити близько 260 видів птахів, або більш ніж 40 % з приблизно 620 видів, поширених на території США. Одним з найбільш характерних птахів екорегіону є каліфорнійська таязура-подорожник (Geococcyx californianus). Ця велика наземна зозуля швидко перебігає між чагарниками і кактусами, полюючи на скорпіонів, тарантулів, змій, ящірок та інших дрібних тварин. Серед інших птахів, що мешкають у пустелі Сонора, слід відзначити жовтогруду перепелицю (Callipepla gambelii), неоарктичного канюка (Buteo jamaicensis), пустельного канюка (Parabuteo unicinctus), віргінського пугача (Bubo virginianus), західну сплюшку (Megascops kennicottii), американського сича (Athene cunicularia), червоноголову катарту (Cathartes aura), чорнощокого пораке (Phalaenoptilus nuttallii), великого феба (Sayornis saya), вогнистого москверо (Pyrocephalus obscurus), блідого копетона (Myiarchus tyrannulus), рудогузого червоїда (Leiothlypis luciae), американського сорокопуда (Lanius ludovicianus), кактусового різжака (Campylorhynchus brunneicapillus), кактусового тремблера (Toxostoma bendirei), пустельного тремблера (Toxostoma lecontei), рудогузого тремблера (Toxostoma crissale), бурого тремблера (Toxostoma curvirostre), чорного чубака (Phainopepla nitens), чорнохвосту комароловку (Polioptila melanura), чорногорлу вівсянку-пустельницю (Amphispiza bilineata), а також майже ендемічних чорногорлих тауї (Melozone aberti) та рудокрилих чінголо (Peucaea carpalis).
Багато птахів, що живуть у пустелі Сонора, пов'язані з велетенськими кактусами сагуаро (Carnegiea gigantea). Каліфорнійські гіли (Melanerpes uropygialis) та каліфорнійські деколи (Colaptes chrysoides), видовбують в стовбурах сагуаро дупла, у яких можуть гніздитися й інші птахи, зокрема мексиканські сичики-ельфи (Micrathene whitneyi), пурпурові щурики (Progne subis) та садові чечевиці (Haemorhous mexicanus). Аметистовоголові каліпти (Calypte costae), фіолетовогорлі колібрі (Archilochus alexandri), синьогорлі цинантуси (Cynanthus latirostris), маскові трупіали (Icterus cucullatus), пальмові трупіали (Icterus parisorum) та американські ремези (Auriparus flaviceps) живляться нектаром сагуаро. Близько 60 % раціону білокрилих зенаїд (Zenaida asiatica) пов'язано з кактусами сагуаро, а їх цикл розмноження співпадає з циклом цвітіння кактусів.
Герпетофауна пустелі Сонора також є доволі різноманітною. Вона включає численних ящірок, зокрема аризонського отрутозуба (Heloderma suspectum), північну чакваллу (Sauromalus ater), звичайну пустельну ігуану (Dipsosaurus dorsalis), пустельну колючу ігуану (Sceloporus magister), зеброхвосту ігуану (Callisaurus draconoides), довгохвосту кущову ящірку (Urosaurus graciosus) і стрічкового гекона (Coleonyx variegatus), та змій, зокрема плямисту листоносу змію (Phyllorhynchus decurtatus), західну лопатоносу змію (Salvadora hexalepis), сонорську гоферову змію (Pituophis catenifer affinis), пустельну глянцеву змію (Arizona elegans eburnata), сонорського рогатого гримучника (Crotalus cerastes cercobombus) і плямистого гримучника (Crotalus mitchellii). Ендеміками екорегіону є сонорські пустельні черепахи (Gopherus morafkai), сонорські комірцеві ігуани (Crotaphytus dickersonae), комірцеві ігуани Грісмера (Crotaphytus grismeri), колорадські гребнепалі ящірки (Uma notata), коачельські гребнепалі ящірки (Uma inornata), юмські гребнепалі ящірки (Uma cowlesi), аризонські нічні ящірки (Xantusia arizonae), червоноспинні батогохвости (Aspidoscelis xanthonota), плоскохвості фриносоми (Phrynosoma mcallii), сонорські фриносоми (Phrynosoma goodei), сонорські лопатоносі змії (Sonora palarostris), колорадські лопатоносі змії (Sonora annulata) та тигрові гримучники (Crotalus tigris). Сан-естебанські чаквалли (Sauromalus varius), сан-естебанські колючохвості ігуани (Ctenosaura conspicuosa), сан-естебанські полози-батоги (Masticophis slevini) є ендеміками острова Сан-Естебан у Каліфорнійській затоці. Також ендеміками екорегіону є сонорські зелені ропухи (Anaxyrus retiformis), які майже 10 місяців у році проводять під землею і виходять на поверхню лише після сильних дощів.
Загалом в екорегіоні зустрічається 120 видів ссавців, 350 видів птахів, 20 видів земноводних, понад 100 видів плазунів, 35 місцевих видів прісноводних риб та понад 1000 місцевих видів бджіл. Багато з цих видів мають спеціальні пристосування до спекотного пустельного клімату. Одним з таких видів є сонорська муха (Drosophila mettleri), яка має спеціалізовану систему детоксикації P450, що дозволяє їй розмножуватися в прохолодному ґрунті, зволоженому ексудатом. Таким чином, вона є однією з небагатьох мух, які можуть переносити високу температуру та успішно розмножуватися в пустелі.

## Господарство та населення

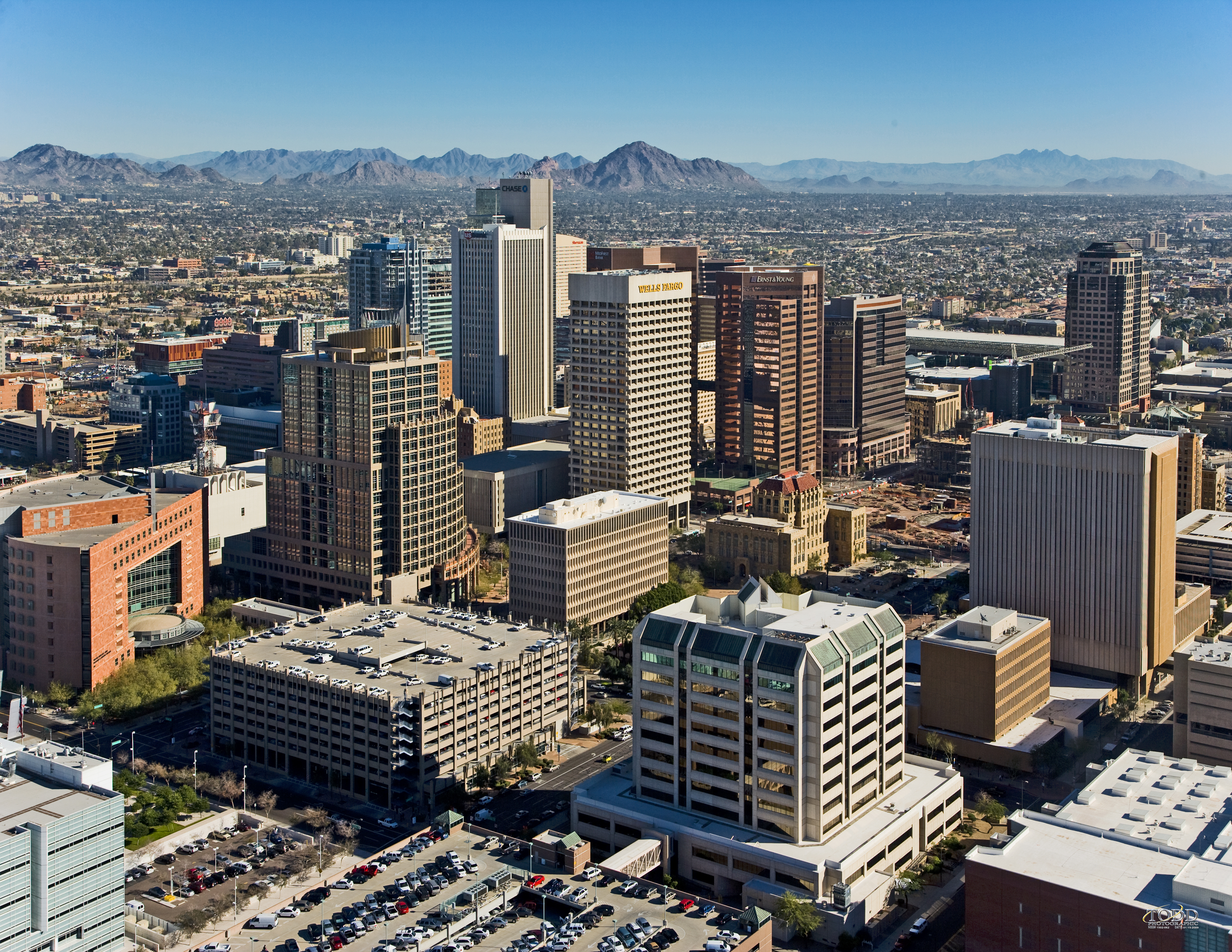
Фінікс, столиця штату Аризона

Землекористування у Сонорі надзвичайно інтенсивне, як для пустельного регіону. Тут розташовані великі площі зрошуваних сільськогосподарських угідь, на яких вирощують різноманітні культури: бавовник, люцерну, салат, дині, цибулю, солодку кукурудзу, цитрусові та озимі овочі. Єдиною зерновою культурою, яку тут вирощують у великій кількості, є сорго. Незважаючи на те, що орні землі поширені по обидва боки від кордону між США та Мексикою, оскільки США використовують більшу частину (приблизно 90 %) води з річки Колорадо, сільське господарство набагато інтенсивніше на стороні США. Решту води використовує Мексика, а річкової дельти вода майже не досягає. Колапс екосистеми дельти Колорадо призвів до занепаду рибної промисловості у мексиканській частині регіону, оскільки якщо раніше вода у верхній частині Каліфорнійської затоки була солонуватою, то тепер вона стала майже такою ж солоною, як і в Тихому океані. Випас худоби в регіоні здебільшого має періодичний характер і проводиться лише тимчасово під час вологих періодів. На території пустелі Сонора є кілька військових баз, де проводяться навчання, а також кілька резервацій, у яких проживають представники 17 індіанських народів, таких як папаго та піма.
Найбільшим містом у пустелі Сонора є Фінікс, столиця та найбільше місто штату Аризона, у агломерації якого проживають майже 5 мільйонів людей. Це місто лежить у долині річки Солт в центрі штату і є одним з найбільш швидкозростаючих столичних районів у США. У 2007 році агломерація Фенікса розросталася зі швидкістю приблизно 4000 м² на годину, захоплюючи територію пустелі. Наступними за населенням містами регіону є Тусон в Аризоні та Мехікалі, столиця Нижньої Каліфорнії, населення яких перевищує 1 мільйон людей. У Ермосійо, столиці штату Сонора, проживають майже 900 000 людей. Значно урбанізованими є також деякі долини на південному сході Каліфорнії, де розташовані численні невеликі міста, такі як Палм-Спрінгз та Палм-Дезерт. Однак за межами урбанізованих районів пустеля Сонора здебільшого незаселена.
Значне скупчення населення у містах, орієнтованих на активне використання автомобілів, а також інтенсивний розвиток сільського господарства створюють насичений токсинами пил. Невисока рослинність, високі температури, погодні умови та рельєф регіону сприяють тому, що повітряні маси стабільно осідають у цій місцевості протягом тривалого періоду часу. Все це призводить до того, що рівень забруднення повітря у містах регіону є одним з найвищих на Південному Заході США.

## Збереження

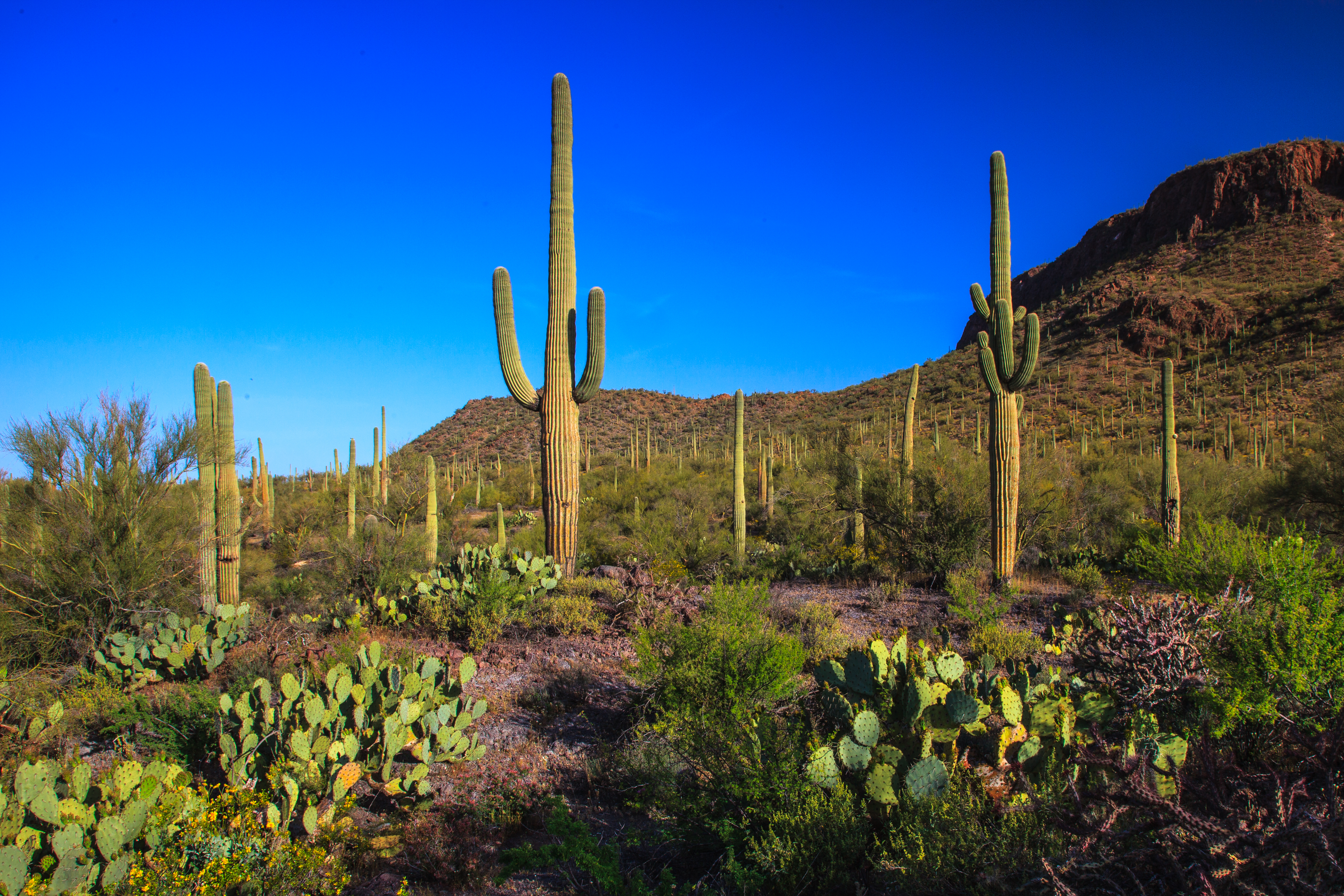
Ландшафт Національного парку Сагуаро

Основними загрозами для збереження природи регіону є розвиток сільського господарства, розширення поселень та надмірне використання водних ресурсів. Прибережні райони перебувають під особливою загрозою внаслідок перетворення на сільськогосподарські угіддя, надмірного випасу худоби, водовідведення та будівництва гребель, а також поширення інтродукованих видів рослин і тварин.
Оцінка 2017 року показала, що 38 585 км², або 17 % екорегіону, є заповідними територіями. Ще близько 37 % території екорегіону є відносно незайманими. Природоохоронні території включають: Національний парк Сагуаро, Національний парк Джошуа-Трі, Національну пам'ятку пустелі Сонора, Національну пам'ятку органного кактуса, Національний природний заповідник долини Коачелла, Національний природний заповідник Кабеса-Прієта, Національний природний заповідник Кофа, Державний пустельний парк Анза-Боррего, Парк Саут-Монтейн, Регіональний парк Сайлайн, Арборетум Байса Томпсона та Пустельний музей Аризони та Сонори в США, а також Біосферний заповідник Ель-Пінакате і Гран-Десьєрто-де-Алтар та Біосферний заповідник Верхньої Каліфорнійської затоки та дельти Колорадо в Мексиці. У 2013 році Біосферний заповідник Ель-Пінакате і Гран-Десьєрто-де-Алтар був внесений до списку Світової спадщини ЮНЕСКО.